# Tamandua

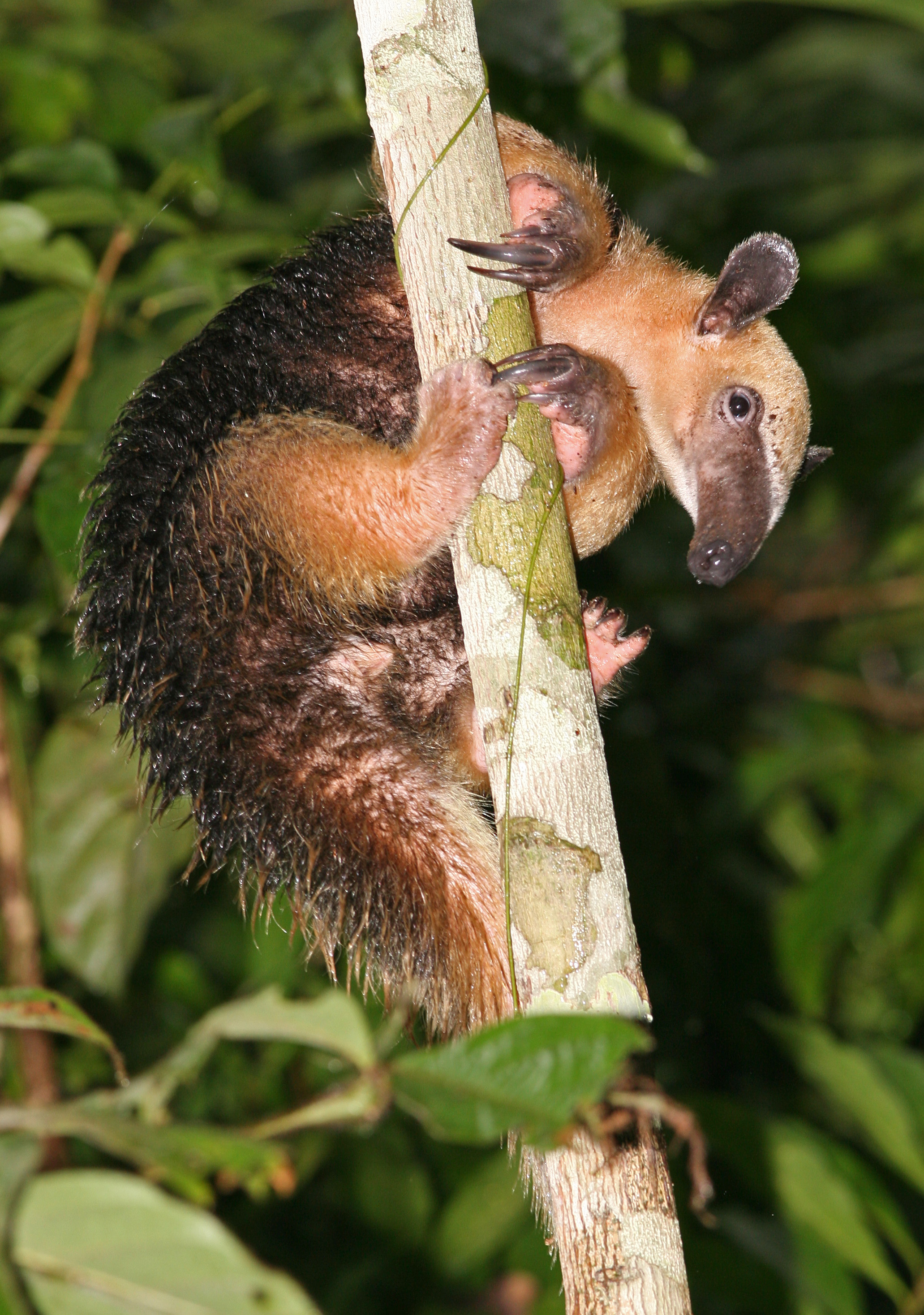
Tamandua tetradactil

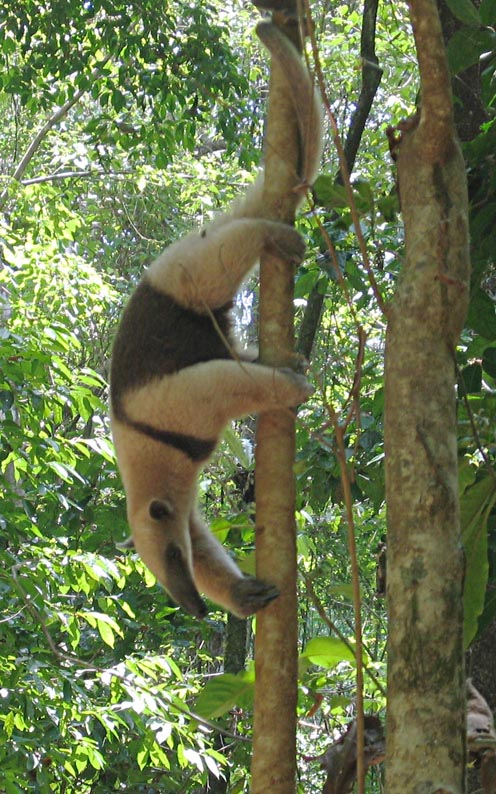
Tamandua mexican

Tamandua sau furnicarii americani sunt un gen de furnicari din familia Myrmecophagidae. Include două specii: tamandua tetradactil (Tamandua tetradactyla) și tamandua mexican (Tamandua mexicana). Trăiesc în păduri și pășuni, sunt semi-arboricoli  și posedă parțial cozi prehensile. Se hrănesc, în principal, cu furnici și termite, dar consumă ocazional albine, gândaci și larve de insecte. În captivitate, se hrănesc și cu fructe și carne.
Tamandua mexican sau tamandua de nord locuiește în pădurile tropicale și subtropicale din sud-estul Mexicului, America Centrală, în America de Sud la vest de Anzi pe o arie de la nordul Venezuelei până la nordul Perului.
Tamandua tetradactil sau furnicarul mic, furnicarul cu colier,  tamandua de sud locuiește în pădurile și savana din America de Sud pe o arie de la Venezuela și Trinidad până la nordul Argentinei, sudul Braziliei și Uruguay.